# Saint-Mexant
Saint-Mexant is een gemeente in het Franse departement Corrèze (regio Nouvelle-Aquitaine). De plaats maakt deel uit van het arrondissement Tulle. Saint-Mexant telde op 1 januari 2022 1.331 inwoners.

## Geografie
De oppervlakte van Saint-Mexant bedroeg op 1 januari 2022 18,64 vierkante kilometer; de bevolkingsdichtheid was toen 71,4 inwoners per km².
De onderstaande kaart toont de ligging van Saint-Mexant met de belangrijkste infrastructuur en aangrenzende gemeenten.

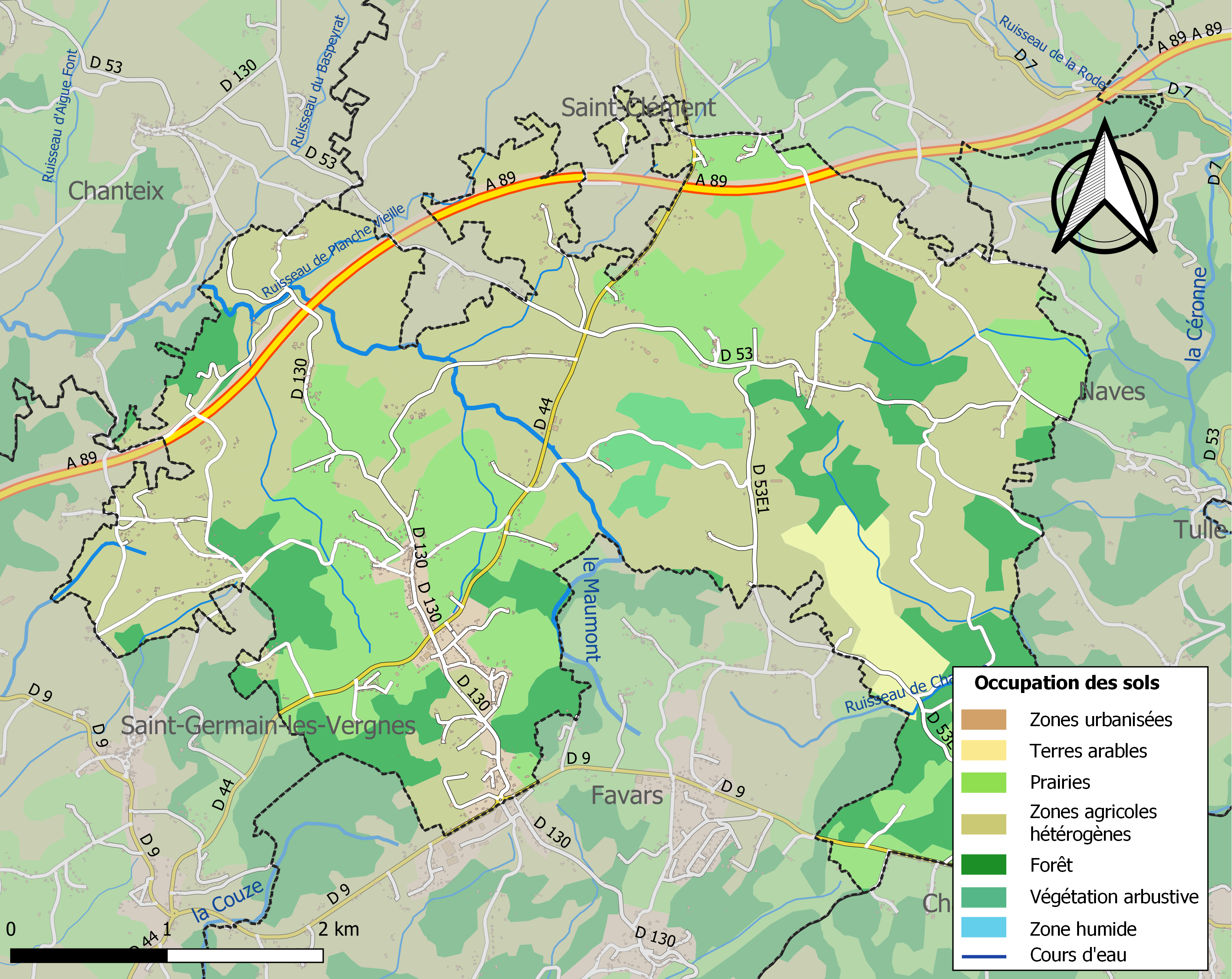

## Demografie
Onderstaande figuur toont het verloop van het inwonertal (bron: INSEE-tellingen).